# Quận Watauga, North Carolina
Quận Watauga là một quận nằm ở tiểu bang Bắc Carolina.  Tại thời điểm năm 2000, quận có dân số 42.695 người. Quận lỵ đóng ở Boone.6
Quận được lập năm 1849 từ khu vực thuộc quận Ashe, quận Caldwell, quận Wilkes, và quận Yancey. Quận được đặt tên theo sông Watauga.

## Địa lý
Theo Cục điều tra dân số Hoa Kỳ, quận có tổng diện tích 313 dặm Anh vuông (810 km²), trong đó, 313 dặm Anh vuông (809 km²) là diện tích đất và 0 dặm Anh vuông (1 km²) trong tổng diện tích (0,07%) là diện tích mặt nước. Quận Watauga là một quận núi non, tất cả lãnh thổ nằm trong dãy núi Appalachia. Đỉnh cao nhất quận là đỉnh Calloway.

### Khu bảo tồn quốc gia
- Blue Ridge Parkway (một phần)
- Rừng quốc gia Pisgah (một phần)

### Các thị trấn
Quận được chia thành 15 xã: Bald Mountain, Beaverdam, Blowing Rock, Blue Ridge, Boone, Brushy Fork, Cove Creek, Bethel, Deep Gap, Meat Camp, New River, North Fork, Shawneehaw, Stony Fork, và Todd.

### Các quận giáp ranh
- Quận Ashe, Bắc Carolina - Đông bắc
- Quận Wilkes, Bắc Carolina - Đông
- Quận Caldwell, Bắc Carolina - Nam
- Quận Avery, Bắc Carolina - Tây nam
- Quận Johnson, Tennessee - Tây bắc

## Thông tin nhân khẩu
Theo cuộc điều tra dân số2 tiến hành năm 2000, quận này có dân số 42.695 người, 16.540 hộ, và 9.411 gia đình sinh sống trong quận này. Mật độ dân số là 137 người trên mỗi dặm Anh vuông (53/km²). Đã có 23.155 đơn vị nhà ở với một mật độ bình quân là 74 trên mỗi dặm Anh vuông (29/km²).  Cơ cấu chủng tộc của dân cư sinh sống tại quận này gồm 96,45% White, 1,59% Black or African American, 0,25% Native American, 0,59% Asian, 0,04% Pacific Islander, 0,45% từ other races, và 0,62% từ hai hay nhiều chủng tộc.  1,46% dân số là Hispanics or Latinos thuộc bất cứ chủng tộc nào.
Có 16,540 hộ trong đó có 23,20% có con cái dưới tuổi 18 sống chung với họ, 47,40% là những cặp kết hôn sinh sống với nhau, 6,80% có một chủ hộ là nữ không có chồng sống cùng, và 43,10% là không gia đình. 28,60% trong tất cả các hộ gồm các cá nhân và 8,00% có người sinh sống một mình và có độ tuổi 65 tuổi hay già hơn.  Quy mô trung bình của hộ là 2,26 còn quy mô trung bình của gia đình là 2,80,
The age distribution is 16,30% dưới độ tuổi 18, 27,80% từ 18 đến 24, 23,40% từ 25 đến 44, 21,50% từ 45 đến 64, và 11,00% người có độ tuổi 65 tuổi hay già hơn.  Độ tuổi trung bình là 30 tuổi. The overall age distribution and median age are greatly affected by the presence of Appalachian State University in Boone. For every 100 females there are 99,30 nam giới. Cứ mỗi 100 nữ giới có độ tuổi 18 và lớn hơn thì, có 98,20 nam giới.
Thu nhập bình quân của một hộ ở quận này là $32.611, và thu nhập bình quân của một gia đình ở quận này là $45.508, Nam giới có thu nhập bình quân $29.135 so với mức thu nhập $22.006 đối với nữ giới. Thu nhập bình quân đầu người của quận là $17.258, Khoảng 7,20% gia đình và 17,90% dân số sống dưới ngưỡng nghèo, bao gồm 11,50% những người có độ tuổi 18 và 10,60% là những người 65 tuổi hoặc già hơn.

## Các thành phố và thị trấn
- Beech Mountain
- Blowing Rock
- Boone
- Seven Devils